# Earlene Fowler
Pour les articles homonymes, voir Fowler.
Earlene Fowler, née le 23 aout 1954 à Lynwood en Californie, est une écrivain américaine, auteur de roman policier.

## Biographie
Elle a débuté comme romancière en 1994 avec Fool's Puzzle, premier ouvrage de la série policière consacré aux aventures de Benni Harper, conservateur dans un musée d'art populaire et enquêteur amateur. Il œuvre dans la ville imaginaire de San Celina, transposition littéraire de la ville de San Luis Obispo en Californie. Elle remporte le prix Agatha du meilleur roman avec Mariner's Compass, le sixième ouvrage de la série.

## Œuvre

### SérieBenni Harper
- Fool's Puzzle (1994)
- Irish Chain (1995)
- Kansas Troubles (1996)
- Goose in the Pond (1997)
- Dove in the Window (1998)
- Mariner's Compass (1999)
- Seven Sisters (2000)
- Arkansas Traveler (2001)
- Steps to the Altar (2002)
- Sunshine and Shadow (2003)
- Broken Dishes (2004)
- Delectable Mountains (2005)
- Tumbling Blocks (2007)
- State Fair (2010)
- Spider Web (2011)

### Autres romans
- The Saddlemaker's Wife (2006)
- Love Mercy (2009)
- The Road to Cardinal Valley (2012)

## Prix et distinctions notables
- Prix Agatha du meilleur roman en 1999 avec Mariner's Compass.